# 9K121 비키르

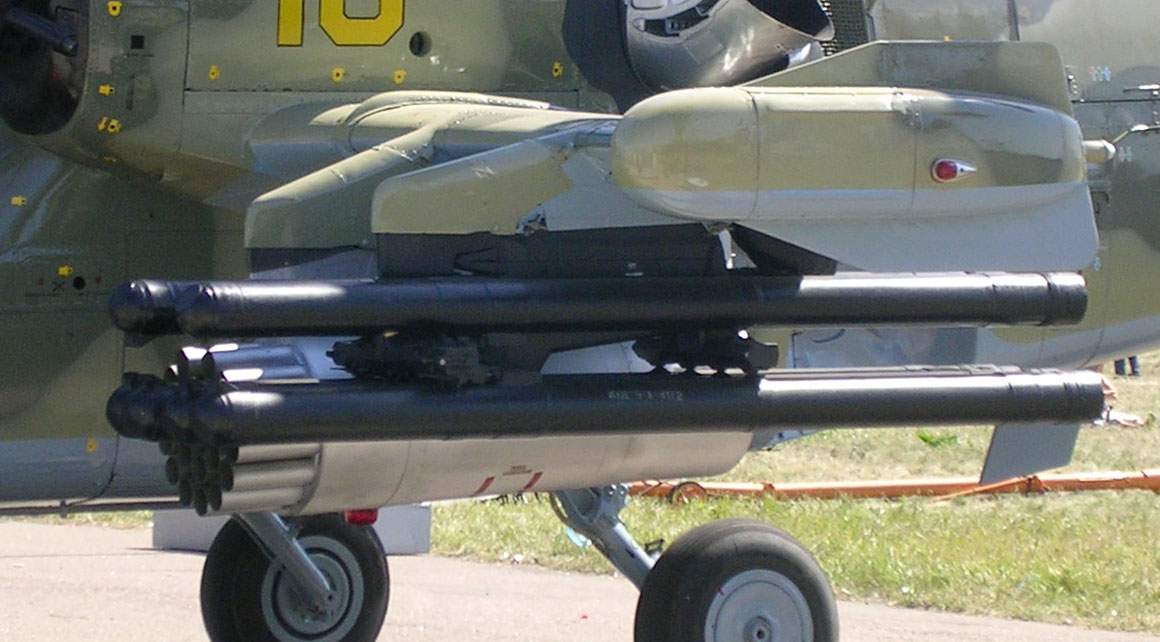
비키르 미사일

비키르 미사일(러시아어: Вихрь)은 소련, 러시아의 미사일이다. 1985년에 개발되었고 1990년에는 비키르M이 개발되었다. 카모프 Ka-50, 카모프 Ka-52 공격헬기가 사용한다.

## 같이 보기
- AGM-114 헬파이어
- 나그 미사일 - 인도의 헬파이어 미사일
- LAHAT - 이스라엘의 헬파이어 미사일
- 스파이크 대전차미사일 - 이스라엘의 헬파이어 미사일
- UMTAS - 터키의 헬파이어 미사일
- 브림스톤 미사일 - 영국의 헬파이어 미사일